# Nikolai Alexandrowitsch Filimonow
Nikolai Alexandrowitsch Filimonow (russisch Николай Александрович Филимонов; * 15. Januarjul. / 27. Januar 1897greg. in Stawropol; † 27. Februar 1986 in Leningrad) war ein russischer bzw. sowjetischer Wasserbauingenieur und Hochschullehrer.

## Leben
In Petrograd arbeitete Filimonow beim Bau von Brücken mit und studierte am Petrograder Polytechnischen Institut mit Abschluss 1921 als Bauingenieur.
Darauf arbeitete Filimonow im Maschinenbau-Werk in Moskau. Dann war er Obertechniker beim Bau des Wolchow-Wasserkraftwerks, Obervorarbeiter beim Bau des Papier-Kombinats Balachna und war am Bau des Dnepr-Wasserkraftwerks beteiligt.
Ab 1931 leitete Filimonow den Bau des Unterswir-Wasserkraftwerks am Swir bei Lodeinoje Pole. Daneben leitete er den Lehrstuhl der Abendabteilung der Wasserbau-Fakultät des nun Leningrader Polytechnischen Instituts (LPI). Unter seiner Leitung wurden das Oberswir-Wasserkraftwerk und das Jurjusan-Wasserkraftwerk gebaut. Ab 1938 arbeitete er im Projektierungsinstitut Gidroprojekt, in dem er Chefingenieur wurde.
Filimonow wurde 1949 Vizechefingenieur der Hauptverwaltung des Baus des Wolga-Don-Kanals, der am 27. Juli 1952 eingeweiht wurde. Es folgten Arbeiten für den Wolga-Ostsee-Kanal. Im Sommer 1955 fuhr er als Chefingenieur mit einer Gruppe von Prospektoren an den Jenissei für den Bau des Wasserkraftwerks Krasnojarsk.
Ab 1959 lehrte Filimonow am LPI.
Filiimonow starb am 27. Februar 1986 in Leningrad und wurde auf dem Gedenkfriedhof für die Opfer des 9. Januar 1905, des Petersburger Blutsonntags, begraben.

## Ehrungen, Preise
- Medaille „Für heldenmütige Arbeit im Großen Vaterländischen Krieg 1941–1945“
- Stalinpreis II. Klasse (1952)
- Held der sozialistischen Arbeit mit Leninorden und Goldmedaille Hammer und Sichel (1952)[3]
- Jubiläumsmedaille „Zum Gedenken an den 100. Geburtstag von Wladimir Iljitsch Lenin“